# Prodajus bilobatus
Prodajus bilobatus is een pissebed uit de familie Dajidae. De wetenschappelijke naam van de soort is voor het eerst geldig gepubliceerd in 1943 door Sueo M. Shiino.